# Analiza kosztów i korzyści
Analiza kosztów i korzyści (ang. cost–benefit analysis, CBA) – złożona metoda oceny efektywności inwestycji i projektów biorąca pod uwagę całość przewidywanych korzyści i kosztów, w tym elementy ilościowe i jakościowe, pozwalająca na określenie stopnia efektywności inwestycji w złożonym otoczeniu.

## Opis

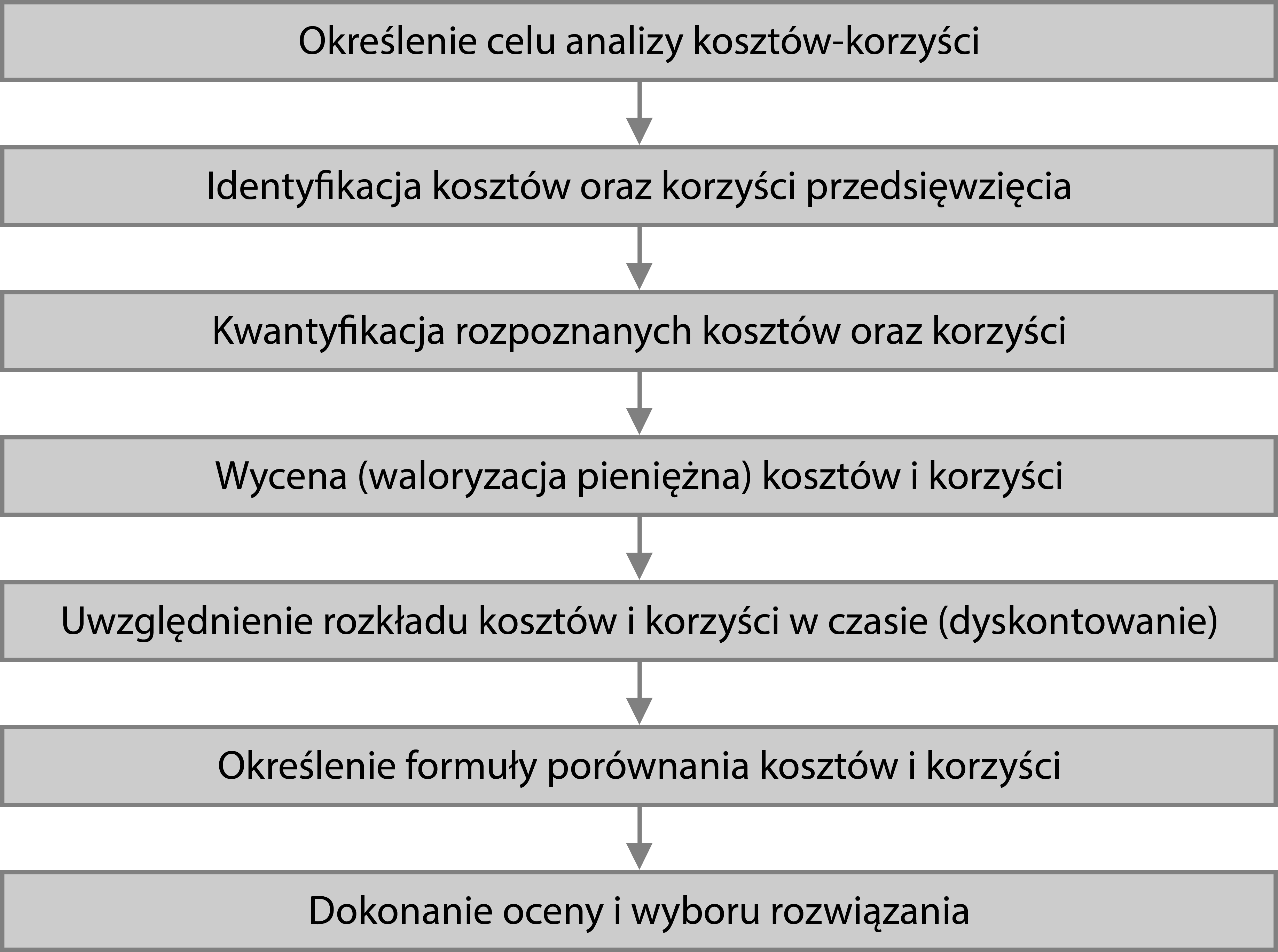
Schemat przeprowadzania analizy kosztów i korzyści

W analizie kosztów i korzyści poza aspektami finansowo-ekonomicznymi przedsięwzięcia uwzględniane są aspekty społeczne, kulturowe czy środowiskowe, ujmowane w postaci kosztów zewnętrznych. Jest szczególnie przydatna w ocenie projektów, których realizacja związana jest z dużą liczbą korzyści i kosztów ponoszonych przez różne grupy interesariuszy, oraz w których głównym kryterium wyboru nie jest maksymalizacja zysku finansowego. Podstawą teoretyczną tego rodzaju analizy jest ekonomia dobrobytu. Na ogół jest przeprowadzana zgodnie z zaprezentowanym obok schematem.
Analiza kosztów i korzyści ma charakter ilościowy, co oznacza konieczność sprowadzenia kategorii jakościowych do przeliczalnych wartości. W ramach analizy kosztów i korzyści wszystkie korzyści i straty wyrażane są w jednostkach finansowych i z uwzględnieniem ich zmiany wartości w czasie (wartość bieżąca netto). Do wyceny kosztów i korzyści społecznych stosuje się społeczną stopę dyskontową (ang.social discount rate).
Analiza kosztów i korzyści może być nadużywana − tendencyjny wybór uwzględnianych aspektów może sprawić, że może być ona wykorzystana za lub przeciw zasadniczo każdemu przedsięwzięciu. W szczególności dotyczy to sytuacji gdzie uwzględniane są koszty lub korzyści, dla których nie ma cen rynkowych lub nie są w nich w pełni uwzględniane efekty zewnętrzne.